# 桃園幼獅產業園區
桃園幼獅產業園區為位於台灣桃園市楊梅區的一個工業區，隸屬於經濟部產業園區管理局。園區設立於1972年5月8日，佔地約61.57公頃。

## 歷史
1969年10月，為了幫助青年創業、解決設廠用地取得困難的問題，中華民國總統蔣經國指示在桃園縣設立專供青年創業的工業區。在青輔會、經濟部工業局及救國團等多方單位多次會商後，由中華工程進行開發工作，1972年5月8日完成開發工作。

## 概況

### 土地配置
該工業區面積61.57公頃，截至2021年，廠房佔地達38.62公頃，佔園區總佔地的40%。
| 類別     | 面積（公頃） | 百分比 |
| -------- | ------------ | ------ |
| 建廠用地 | 39.97        | 65%    |
| 高速公路 | 9.06         | 15%    |
| 污水用地 | 1.4          | 2%     |
| 公設用地 | 11.14        | 18%    |
| 總面積   | 61.57        | 100%   |

### 廠商現況
截至2021年為止，區內廠商總數105家。
| 類別   | 廠商數 | 百分比 |
| ------ | ------ | ------ |
| 機械類 | 14     | 14%    |
| 金屬類 | 21     | 21%    |
| 電子類 | 28     | 28%    |
| 化工類 | 14     | 14%    |
| 紡織類 | 14     | 14%    |
| 製鞋類 | 3      | 3%     |
| 其他類 | 15     | 15%    |
| 總數   | 105    | 100%   |